# La Géode
La Géode is een bioscoop in het Parc de la Villette in het 19e arrondissement van de Franse hoofdstad Parijs uitgerust voor het IMAX filmformaat, met een capaciteit van 400 zitplaatsen.
Het bouwwerk is een duidelijk herkenbaar landmark in de wijk omwille van de vormgeving. La Géode is een geodetische koepel die met 6.433 vlakken de vorm van een bol zeer dicht benadert. De bol heeft een diameter van 36 m. In de zelfdragende constructie bevindt zich een platform van gewapend beton met een gewicht van 6.000 ton dat gedragen wordt door een 17 m hoge centrale pilaar. Op dit platform is de bioscoopinfrastructuur geïnstalleerd. De constructie- en inrichtingskost liep op tot 130 miljoen Franse frank.
Het beeldscherm heeft een diameter van 26 m en een oppervlakte van 1000 m². De geluidsinstallatie heeft een vermogen van 21.000 watt.
Het gebouw werd ontworpen door architect Adrien Fainsilber en ingenieur Gérard Chamayou en werd op 6 mei 1985 ingehuldigd tijdens een plechtigheid bijgewoond door de Franse president François Mitterrand. De bioscoop opende als een zelfstandige bioscoop, en ook een jaar voor het aangrenzende wetenschapsmuseum Cité des sciences et de l'industrie maar maakt er tegenwoordig wel deel van uit.
De technische vooruitgang en standaardisatie van nieuwe technologie in beeldprojectie maakt dat de aantrekkelijkheid van La Géode snel daalde. Waar in 1985 nog 1.000.000 toeschouwers de bioscoop bezochten, zakte die aantal rond de eeuwwisseling naar de helft en ging het in 2016 nog maar om 300.000 bezoekers. Zelfs met een reductie van het aantal personeelsleden van 65 naar 12 en een omzetcijfer van drie miljoen euro is de bioscoop al meerdere jaren verlieslatend. Daarom lanceerde het museum in januari 2017 een vraag naar nieuwe projectvoorstellen om La Géode een nieuwe bestemming en aantrekkingskracht te geven.
Om te diversifiëren waren reeds nieuwe voorstellingen aan het aanbod toegevoegd, waaronder rechtstreekse captatie via communicatiesatelliet van live concerten uit de Metropolitan Opera van New York.